# Salwa Abu Libdeh
Salwa Abu Libdeh (arabisch سلوى أبو لبدة; * 1966 in Jerusalem) ist eine Fernsehjournalistin aus Palästina, die im Shu'fat-Flüchtlingscamp im Stadtgebiet Jerusalems wohnt.
Sie studierte arabische Literatur und arbeitete als Zeitungsjournalistin, bevor sie Nachrichtensprecherin bei der Palestinian Broadcasting Corporation wurde. Sie arbeitete an einem palästinensisch-israelisch-deutschen Projekt, welches einen Dokumentarfilm über das Leben beider Seiten des palästinensisch-israelischen Konflikts zeigt.
2013 gehörte sie zu 100 Women der BBC.